# Lygophis
Lygophis es un género de serpientes de la familia Colubridae y subfamilia Dipsadinae. Incluye ocho especies que se distribuyen por la mayor parte de Sudamérica y en Panamá. Anteriormente estaban incluidas en el género Liophis.

## Especies
Se reconocen a las siguientes especies:
- Lygophis anomalus (Günther, 1858)
- Lygophis dilepis Cope, 1862
- Lygophis elegantissimus (Koslowsky, 1896)
- Lygophis flavifrenatus Cope, 1862
- Lygophis lineatus (Linnaeus, 1758)
- Lygophis meridionalis (Schenkel, 1902)
- Lygophis paucidens Hoge, 1953
- Lygophis vanzolinii (Dixon, 1985)